# California Department of Parks and Recreation
Le California Department of Parks and Recreation ou California State Parks, est un organisme qui gère le système de parcs appartenant à l’État de Californie. Il gère ainsi 278 parcs qui couvrent au total une superficie de 5 700 km2, 450 km de côte maritime, 1 000 km de rives de lacs et rivières, 15 000 campings et près de 4 800 km de sentiers de randonnées.

## Histoire
En 1927, l’assemblée de Californie, sous le gouverneur C. C. Young, établit la commission des parcs d’état qui était constituée de : Frederick R. Burnham, W. F. Chandler, William E. Colby, Henry W. O'Melveny, et Ray Lyman Wilbur. En 1928, une enveloppe de 6 millions de dollars fut votée et le système de parcs commença à s’étendre.

### Présent
L’organisme gère actuellement des zones côtières composées d’estuaires, de plages, de dunes mais aussi des parcs forestiers. Certains de ces parcs protègent des séquoias et sont parfois gérés en commun avec le National Park Service comme avec le parc national de Redwood. Des zones sont totalement protégées et d’autres servent de lieux de détentes aux visiteurs. L’organisme possède également des musées, des habitations classées, des phares, des villes fantômes, etc. Les parcs ont pour but de préserver la faune et la flore mais aussi l’héritage culturel de la région.
Le bureau du gouverneur de Californie Schwarzenegger a annoncé en 2008 la fermeture de certains parcs et une restructuration visant à combler le déficit du budget de l’état.